# Morolo
Morolo is een gemeente in de Italiaanse provincie Frosinone (regio Latium) en telt 3145 inwoners (31-12-2004). De oppervlakte bedraagt 26,5 km², de bevolkingsdichtheid is 119 inwoners per km².

## Demografie
Morolo telt ongeveer 1252 huishoudens. Het aantal inwoners steeg in de periode 1991-2001 met 3,2% volgens cijfers uit de tienjaarlijkse volkstellingen van ISTAT.
| Jaar | Inwoneraantal |
| ---- | ------------- |
| 1991 | 2994          |
| 2001 | 3090          |

## Geografie
De gemeente ligt op ongeveer 397 m boven zeeniveau.
Morolo grenst aan de volgende gemeenten: Ferentino, Gorga (RM), Sgurgola, Supino.